# Ivica Zubac
Ivica Zubac (* 18. März 1997 in Mostar, Bosnien und Herzegowina) ist ein kroatischer Basketballspieler. Von 2016 bis 2019 stand der Center bei den Los Angeles Lakers in der NBA unter Vertrag. Seit 2019 ist er für die Los Angeles Clippers aktiv.

## Karriere

### Europa
Zubac kommt aus der Jugendabteilung von Cibona Zagreb und spielte in der Saison 2013/14 für KK Zrinjevac Zagreb in der zweiten kroatischen Liga. In der darauffolgenden Saison stieg er in die erste Mannschaft von Cibona Zagreb auf. Daraufhin spielte er in der ersten kroatischen Liga A-1. Im Februar 2016 verließ er Cibona wegen finanzieller Schwierigkeiten der Mannschaft und unterschrieb bei Mega Leks in Serbien.

### NBA
Am 23. Juni 2016 wurde Zubac mit dem 32. Pick von den Los Angeles Lakers gedraftet. Am 7. Juli unterschrieb er seinen Rookie-Vertrag und spielte die darauffolgende NBA Summer League. Sein Debüt in der NBA gab er am 2. November 2016 und erzielte dabei sechs Punkte gegen die Atlanta Hawks. Sein bisher bestes Spiel für die Lakers absolvierte er am 13. März 2017 gegen die Denver Nuggets. Dabei erzielte er 25 Punkte und 11 Rebounds. Am 31. März 2017 verletzte sich Zubac am Knöchel und stand somit für die restliche NBA-Saison 2016/17 nicht mehr zur Verfügung. Während seiner Rookie-Saison hatte er mehrere Einsätze für die South Bay Lakers in der NBA Gatorade League.
An der Trade-Deadline 2019 wurde er von den Los Angeles Lakers zu den Los Angeles Clippers transferiert. 2025 wurde er in die NBA Defensiv-Auswahl gewählt.

## Privates
Zubac wuchs in Bosnien und Herzegowina in der Stadt Čitluk nahe der kroatischen Grenze auf. Er besitzt eine doppelte Staatsbürgerschaft, identifiziert sich selbst jedoch als Kroate.

## Karriere-Statistiken

### NBA

#### Reguläre Saison
| Saison  | Team                        | GP  | GS  | MPG  | FG % | 3P % | FT % | RPG | APG | SPG | BPG | PPG  |
| ------- | --------------------------- | --- | --- | ---- | ---- | ---- | ---- | --- | --- | --- | --- | ---- |
| 2016–17 | L.A. Lakers                 | 38  | 11  | 16.0 | .529 | .000 | .653 | 4.2 | 0.8 | 0.4 | 0.9 | 7.5  |
| 2017–18 | L.A. Lakers                 | 43  | 0   | 9.5  | .500 | .000 | .765 | 2.8 | 0.6 | 0.2 | 0.3 | 3.7  |
| 2018–19 | L.A. Lakers / L.A. Clippers | 59  | 37  | 17.6 | .559 | —    | .802 | 6.1 | 1.1 | 0.2 | 0.9 | 8.9  |
| 2019–20 | L.A. Clippers               | 72  | 70  | 18.4 | .613 | .000 | .747 | 7.5 | 1.1 | 0.2 | 0.9 | 8.3  |
| 2020–21 | L.A. Clippers               | 72  | 33  | 22.3 | .652 | .250 | .789 | 7.2 | 1.3 | 0.3 | 0.9 | 9.0  |
| 2021–22 | L.A. Clippers               | 76  | 76  | 24.4 | .626 | —    | .727 | 8.5 | 1.6 | 0.5 | 1.0 | 10.3 |
| 2022–23 | L.A. Clippers               | 76  | 76  | 28.6 | .634 | .000 | .697 | 9.9 | 1.0 | 0.4 | 1.3 | 10.8 |
| 2023–24 | L.A. Clippers               | 68  | 68  | 26.4 | .649 | —    | .723 | 9.2 | 1.4 | 0.3 | 1.2 | 11.7 |
| Gesamt  | Gesamt                      | 504 | 371 | 21.4 | .612 | .083 | .739 | 7.4 | 1.2 | 0.3 | 1.0 | 9.2  |

#### Play-offs
| Saison  | Team          | GP | GS | MPG  | FG % | 3P % | FT % | RPG | APG | SPG | BPG | PPG  |
| ------- | ------------- | -- | -- | ---- | ---- | ---- | ---- | --- | --- | --- | --- | ---- |
| 2018–19 | L.A. Clippers | 4  | 3  | 9.8  | .500 | —    | .667 | 5.5 | 0.3 | 0.5 | 0.5 | 5.0  |
| 2019–20 | L.A. Clippers | 13 | 13 | 24.6 | .564 | —    | .811 | 7.2 | 0.6 | 0.2 | 0.8 | 9.1  |
| 2020–21 | L.A. Clippers | 17 | 7  | 17.7 | .596 | —    | .796 | 5.8 | 0.4 | 0.1 | 0.7 | 6.3  |
| 2022–23 | L.A. Clippers | 5  | 5  | 26.0 | .567 | —    | .750 | 9.6 | 0.6 | 0.6 | 0.2 | 9.2  |
| 2023–24 | L.A. Clippers | 6  | 6  | 32.0 | .600 | —    | .650 | 9.3 | 1.0 | 0.8 | 0.5 | 16.2 |
| Gesamt  | Gesamt        | 45 | 34 | 21.8 | .577 | —    | .768 | 7.1 | 0.6 | 0.3 | 0.6 | 8.6  |